# Szabadentalpia
A szabadentalpia (jele: G, mértékegysége: J) extenzív termodinamikai állapotfüggvény, mely megadja a belső energiának az izoterm, izobár folyamatokban hasznosítható részét. A szabadentalpia fogalmát Willard Gibbs amerikai fizikokémikus vezette be, az ő tiszteletére Gibbs-függvénynek is nevezik.
A szabadentalpia úgy számítható, hogy a Kelvinben megadott hőmérséklet és az entrópia szorzatát kivonjuk az entalpia értékéből:
{\displaystyle G=H-TS}
A szabadentalpia-változás (ΔG):
{\displaystyle \Delta G=\Delta H-T\Delta S,}
ennek előjeléből a reakció irányára lehet következtetni:
Negatív előjelű szabadentalpia-változás: a folyamat az adott irányban önként bekövetkezhet.
Pozitív előjelű szabadentalpia-változás: a folyamat önként nem következik be az adott irányban (de a másikban bekövetkezhet).
A szabadentalpia-változás nulla: a rendszer egyensúlyban van.
Minél nagyobb a szabadentalpia-változás mértéke, annál intenzívebb a reakció végbemenetele.

## Standard moláris szabadentalpia
Az 1 mólnyi anyagmennyiségre vonatkozó moláris standard szabadentalpia változása ({\displaystyle \Delta G^{\ominus }}) közvetlen és szoros kapcsolatban áll a reakciók egyensúlyi állandójával (K):
{\displaystyle \Delta G^{\ominus }=-RT\ln K,}
ahol:
{\displaystyle \Delta G^{\ominus }} = moláris standard szabadentalpia [J/mol],
R = egyetemes gázállandó ≈ 8,314 J/molK,
T = (állandó) hőmérséklet [K],
K = a folyamat egyensúlyi állandója.
Ezt felhasználva egy tetszőleges folyamat reakcióegyenletéből és az adott hőmérsékletből a képződési szabadentalpiák ismeretében kiszámítható a folyamat egyensúlyi állandója. Ha a K értéke túl kicsi vagy túl nagy, akkor az a reakció egyértelmű irányítottságát mutatja.

## Standardaffinitás
A standard moláris szabadentalpia közvetlenül kapcsolatban áll a standardaffinitással (jele A0).
ΔG0=A0
Az affinitás annál nagyobb, minél távolabb van a rendszer az egyensúlyi helyzettől, minél nagyobb a szabadentalpia-különbség. A rendszer ilyenkor mindinkább törekszik az adott irányban megváltozni.

## A szabadentalpia matematikai értelmezése
Felírva a termodinamika első főtételét állandó részecskeszámú, nemmechanikai folyamatokban végzett munkáktól eltekintve a következőt kapjuk:
{\displaystyle TdS=dU+pdV}
Ha a nyomást és a hőmérsékletet tekintjük független változóknak és kialakítunk egy teljes differenciált, akkor egy új termodinamikai potenciál definiálható, ami a Gibbs-potenciál, vagy szabadentalpia lesz.
Matematikailag ez úgy oldható meg, hogy az egyenlet mindkét oldalához hozzáadunk {\displaystyle d(pV-TS)}-et.
Tehát: 
{\displaystyle TdS+pdV+Vdp-TdS-SdT=d(U+pV-TS)+pdV}.
Egyszerűsítés után: {\displaystyle d(U+pV-TS)=-SdT+Vdp}.
Bevezetve a Gibbs-függvényt:{\displaystyle G=U+pV-TS},
A következőt kapjuk: {\displaystyle dG=-SdT+Vdp}.
Mivel a szabadentalpia állapotfüggvény, vagyis teljes differenciál, ezért felírható rá a teljes differenciálkritérium:
{\displaystyle dG=\left({\frac {\partial G}{\partial T}}\right)_{p}dT+\left({\frac {\partial G}{\partial p}}\right)_{T}dp}.
Leolvasva az együtthatókat: {\displaystyle \left({\frac {\partial G}{\partial T}}\right)_{p}=-S,illetve\left({\frac {\partial G}{\partial p}}\right)_{T}=V}.
Ugyanakkor felírható a Schwarz-tétel is:
{\displaystyle {\frac {\partial ^{2}G}{\partial p\,\partial T}}={\frac {\partial ^{2}G}{\partial T\,\partial p}}}.
Tehát, {\displaystyle \left({\frac {\partial S}{\partial p}}\right)_{T}=-\left({\frac {\partial V}{\partial T}}\right)_{p}}.
Ezeket az egyenleteket megfelelően parciálisan deriválva, majd szorozva a hőmérséklettel, illetve a térfogat inverzével a következőket kapjuk:
{\displaystyle -T\left({\frac {\partial ^{2}G}{\partial T^{2}}}\right)_{p}=T\left({\frac {\partial S}{\partial T}}\right)_{p}=c_{p}},
{\displaystyle -{\frac {1}{V}}\left({\frac {\partial ^{2}G}{\partial p^{2}}}\right)_{T}=-{\frac {1}{V}}\left({\frac {\partial V}{\partial p}}\right)_{T}=\chi _{T}}.